# Katholieke Bijbelstichting
De Katholieke Bijbelstichting (afgekort: KBS) is een katholieke uitgeverij die zich ten doel stelt bijbels te verspreiden in het Nederlandse taalgebied, bijvoorbeeld in het onderwijs en voor catechese. Zij werkt samen met de Vlaamse Bijbelstichting (VBS) in Leuven.
Daarnaast geeft zij onder de naam KBS Uitgeverij boeken uit over met uitleg over de bijbel. De KBS Uitgeverij wil een bijdrage leveren aan de bijbelkennis vanuit de katholieke geloofsbronnen.
Na Boxtel, 's Hertogenbosch is zij nu gevestigd in (Breda), Nederland.

## Geschiedenis
De stichting werd opgericht in 1961 en is voortgekomen uit de Sint-Willibrordvereniging. Haar eerste activiteit was het voltooien en uitgeven van een nieuwe Bijbelvertaling die bestemd is voor de liturgie en thuisstudie. Deze vertaling staat bekend als de Willibrordvertaling en verscheen in 1978. In 1995 werd een herziene editie uitgebracht. Vervolgens heeft de KBS samen met het Nederlands Bijbelgenootschap (NBG) in 2004 de Nieuwe Bijbelvertaling tot stand gebracht. Deze vertalingen zijn ook online toegankelijk gemaakt. De NBV is nu volledig eigendom van het NBG.
In 2010 heeft de KBS samen met een Franse Uitgever Adveniat opgericht. Adveniat is uitgever van o.a. de serie Geloven Thuis, Geloven Nu en het boek God Adonai Allah. Zij geeft ook boeken uit op het gebied van de sacramentencatechese. Adveniat is gevestigd in het Nederlandse Baarn.